# Wario Land: Super Mario Land 3
Wario Land: Super Mario Land 3 es un videojuego de plataformas desarrollado y distribuido por Nintendo para Game Boy en 1994. El juego tiene como subtítulo Super Mario Land 3 , puesto que es la secuela directa de Super Mario Land 2: 6 Golden Coins, aunque, en este caso, la aventura se desarrolla en torno a otro personaje: Wario, que era enemigo principal y jefe final de Super Mario Land 2.
Es el primer juego en el que Wario tiene el papel de protagonista, siendo asimismo el primer juego en el que este personaje puede ser manejado por el jugador. En este juego también aparecen otros nuevos personajes de la saga, como la capitana Sirope y su tripulación, o los Piratas Azúcar Moreno, que además serán los villanos en los siguientes juegos de Wario Land.

## Trama
Wario Land: Super Mario Land 3 comienza justo después del final de Super Mario Land 2. Six Golden Coins y cuenta con un tema notablemente diferente de casi todas las demás franquicias de Nintendo, siendo el primer juego de Nintendo cuyo personaje principal es decididamente codicioso y egoísta. Aquí no hay princesas a las que salvar ni un mundo en peligro, sino un personaje llamado Wario cuyo único objetivo consiste en ganar tanto dinero como sea posible para comprar su propio castillo y poner celoso a Mario; de este modo, cuanto mayor sea el efectivo conseguido por Wario al final del juego, mayor será la casa que este reciba.

## Juego
A pesar de subtitularse Super Mario Land 3, lo cierto es que este juego tiene poco parecido con sus predecesores. Ciertamente, toma prestada la temática de los mundos de Super Mario Land 2, pero estos son organizados de forma lineal —pasar un nivel tras otro necesariamente—, lo que permite al juego caracterizarse por una dificultad ausente en sus predecesores no lineales.
Los movimientos básicos de Wario en este juego reflejan la considerable diferencia que tiene con Mario. La diferencia más notable respecto de los otros juegos es que Wario —que es mucho más duro que cualquiera de los personajes de Kitchen Island— no sufre daños por el simple hecho de tocar a un enemigo. No obstante, la mayoría de los enemigos portan un arma, por lo que, si Wario quiere acabar con ellos, tendrá que golpearles desde el lado seguro donde no pueda ser dañado.
El movimiento también es perceptiblemente diferente previo a las anteriores entregas de Super Mario Land. Mientras que los saltos de Mario eran ligeros y precisos, los movimientos de Wario son más brutales y contundentes. Wario es capaz también de agacharse y desplazarse lentamente estando agachado, pudiendo acceder por rincones estrechos. También es capaz de saltar mientras está agachado para poder alcanzar y entrar por huecos situados en las paredes. Si Wario tiene al menos 10 monedas en su poder, tiene la posibilidad de lanzar una moneda grande como arma arrojadiza. A pesar de que esto supone la pérdida de las 10 monedas, Wario puede recoger la moneda después de haberla tirado, recuperando así las 10 monedas empleadas para ello.
En adición a su básica lista de movimientos, el juego pone a disposición de Wario una variedad de gorras que actúan como powerups, que le proporcionan nuevos movimientos cuando se las pone. En su forma original, Wario lleva puesto un salacot, pudiendo conseguir 3 tipos de gorras diferentes: Jet Cap, Dragon Cap y Bull Cap. La Jet Cap permite a Wario ser el doble de rápido que de costumbre, así como volar distancias cortas; la Dragon Cap le permite lanzar llamas de fuego desde la nariz, así como uno pequeño bajo el agua, y la Bull Cap le da a Wario más fuerza de la que ya tenía, una mayor distancia de carga, le permite colgarse con sus cuernos en el techo y realizar un nuevo movimiento llamado butt stomp con el que puede romper bloques en el suelo con su propio peso y agitar los objetos enterrados para sacarlos de bajo tierra. Además de las gorras, Wario también puede coger un objeto conocido como "Starman" que le hace inmune al daño que pudiera sufrir a causa de los enemigos. Además de las gorras, existe otra manera de convertirse en "Wario Toro", o bien de aumentar de tamaño cuando ha sido herido y ha perdido la gorra, o cuando estaba en estado normal y ha encogido de tamaño como consecuencia de un ataque de un enemigo, y es cogiendo un item en forma de cabeza de ajo. Cuando por el contrario Wario sufre daños, este se encoge de tamaño, deja de llevar sombrero y no puede cargar contra enemigos o paredes. Si estando en este estado vuelve le vuelven a dañar o golpear, Wario perderá una vida.
Como el objetivo del juego es acumular la mayor cantidad de monedas posibles, Wario se centra en hacer todo lo posible por ello. En caso de que consiga vencer a un enemigo utilizando un ataque normal, este por lo general saldrá volando y en su lugar aparecerá una moneda pequeña. Si por el contrario utiliza el "Butt Stomp" para aplastar al mismo enemigo, este se desintegrará sin dejar nada. No obstante, hay cosas que sí puede hacer para conseguir más monedas con un enemigo. Si consigue dejar incapacitado transitoriamente a un enemigo, lo puede coger y llevar en alto hasta situarlo debajo de una nube que tira rayos cada cierto tiempo hacia abajo. Cuando el rayo toque al enemigo incapacitado, este se desintegrará, dejando como premio una moneda grande (equivalente a 10 monedas pequeñas). 
Durante su aventura, Wario pasará por diferentes niveles, algunos de los cuales tienen tesoros escondidos. Es muy importante que se consiga recolectar cuantos más de éstos mejor, ya que contribuyen de manera significativa al montante total de monedas conseguidas por Wario (hay más de 15 de ellos escondidos). Lo mejor para descubrir los tesoros ocultos es ir destrozando bloques por todo el nivel, ya que en muchas ocasiones ocultan pasadizos secretos donde estos tesoros suelen estar.

## Éxito y secuelas
Wario Land fue un intento de ampliar la aparición de Wario con un papel en la historia de diversos juegos más allá de Super Mario Land 2, resultando ser un éxito. Desde entonces, Wario Land ha conseguido que se produjeran varias secuelas directas y otros juegos ajenos a la serie pero protagonizados por Wario.